# Rundhovederne
Rundhovederne (på engelsk The Roundheads) var et parti under den Engelske borgerkrig (1642-1651). Partiet var oprindeligt tilhænger af Konstitutionelt monarki og bekæmpede kong Karl 1.s forsøg på at indføre Enevælde. 

## Mellem republik og monarki
Efterhånden drev krigen mod kongen partiet i republikansk retning. Under Oliver Cromwell blev England en republik. Der var hele tiden et mindretal blandt Rundhovederne, der var moderate tilhængere af monarki. 
Kavalererne (The Cavaliers) var tilhængere af kongen og dermed modstandere af Rundhovederne.  

## Forløber for Whig-partiet
Omkring 1680 blev flere af Rundhovedernes idéer genoptaget af Whig-partiet. Det nuværende parti Liberal Democrats betragtes som en forsættelse af whiggerne.
| Politisk parti | Spire Denne artikel om et politisk parti eller gruppe er en spire som bør udbygges. Du er velkommen til at hjælpe Wikipedia ved at udvide den. |